# Dom Weterana na Szelągu w Poznaniu
Dom Weterana na Szelągu (także Dom Pomocy Społecznej Ugory) – modernistyczny dom spokojnej starości dla weteranów w Poznaniu, zlokalizowany na Szelągu, na terenie osiedla administracyjnego Stare Winogrady, przy ul. Ugory, w Parku Szelągowskim.

## Architektura
Obiekt został zaprojektowany przez zespół architektów – Zygmunt Skupniewicz, Witold Milewski i Lech Sternal, związanych z poznańskim Miastoprojektem i odpowiadających za kilkanaście ważnych realizacji na terenie miasta w latach 60. i 70. XX w. (przede wszystkim związanych ze szkolnictwem i nauką). Dom Weterana na Szelągu nawiązuje do najlepszych tradycji europejskiego modernizmu. W założeniu architektonicznym dominuje chęć wpisania zespołu w otaczającą go przyrodę, w tym zwłaszcza w dość stromo opadającą dolinę Warty i stary, historyczny drzewostan, związany z ogrodem Bractwa Kurkowego, stanowiącego popularny cel spacerów mieszkańców Poznania od końca XIX wieku.
Początkowo rozważano lokalizację domu w Niwce (Puszczykowo). Pierwsze szkice koncepcyjne wykonano w 1965, a ostateczny ich wybór został dokonany w 1966. W listopadzie 1967 ukończono projekt realizacyjny (obejmujący też wnętrza, wybór mebli i zastaw stołowych ze znakiem graficznym). Kamień węgielny wmurowano 27 grudnia 1967, czyli w rocznicę wybuchu powstania wielkopolskiego (1918), budowę rozpoczęto we wrześniu 1969, a ukończono w czerwcu 1972. Dom otrzymał liczne dary – m.in. obrazy i grafiki ścienne. Jasny budynek charakteryzuje układ tarasowy – centrum stanowi dziedziniec wewnętrzny. Pokoje (1- i 2-osobowe) zgrupowano w dwóch skrzydłach (po cztery kondygnacje). Rozwiązanie sprzyja dobremu doświetleniu pokoi i zapewnia możliwość swobodnego wychodzenia na tarasy z widokiem na dolinę Warty. Silne nachylenie stoku w kierunku rzeki zapewnia także dobry mikroklimat. Otoczenie Domu Weterana stanowi też mała architektura (altany, schodki, itp.). Uszanowano też i zachowano leciwy starodrzew.
W końcu lat 70. XX wieku dom planowano rozbudować o część dla pensjonariuszy o ograniczeniach ruchowych. Mimo opracowania dokumentacji, do realizacji nigdy nie doszło. Nie zrealizowano także innej koncepcji z tego okresu, która miała stanowić rozwinięcie architektoniczne kompleksu Domu Weterana – Wojewódzkiej Szkoły Partyjnej i Technikum dla Robotników. Szeroko zakrojona koncepcja urbanistyczna, nawiązująca formami do Domu Weterana nie doczekała się urzeczywistnienia, a w jej miejscu zbudowano potem trzy standardowe wieżowce mieszkalne.

## Znaczenie
Marcin Libicki określił Dom Weterana na Szelągu mianem prawdziwego arcydzieła nowoczesnej architektury i uważa go za jeden z najlepszych wzniesionych w Polsce po wojnie budynków publicznych. Aleksandra Robakowska i Jarosław Trybuś uważają, że jest to jeden z najlepszych budynków tego typu nie tylko w Poznaniu, ale i w Polsce, wciąż [...] nie doceniony przez historię architektury. Według tych autorów obiekt jest przykładem modernizmu w najbardziej humanistycznym wydaniu. Funkcja narzuciła tu najwyższą dbałość o komfort użytkownika i zostało to przez projektantów posunięte do ostatecznych granic. Dom Weterana to [...] wybitny przykład architektury wpisanej w naturalny krajobraz, w sposób godny Wrighta czy Aalto.

## Stan obecny
Obecnie Dom Weterana jest już zwykłym domem pomocy społecznej dla osób starszych. W 2011 uzyskał (po szczegółowej kontroli Wojewody Wielkopolskiego) wpis do rejestru DPS oraz bezterminowe zezwolenie na działalność. Aktualnie jest to placówka licząca 136 miejsc: 116 dla osób w wieku podeszłym i 20 dla osób niepełnosprawnych fizycznie.

## Projekty

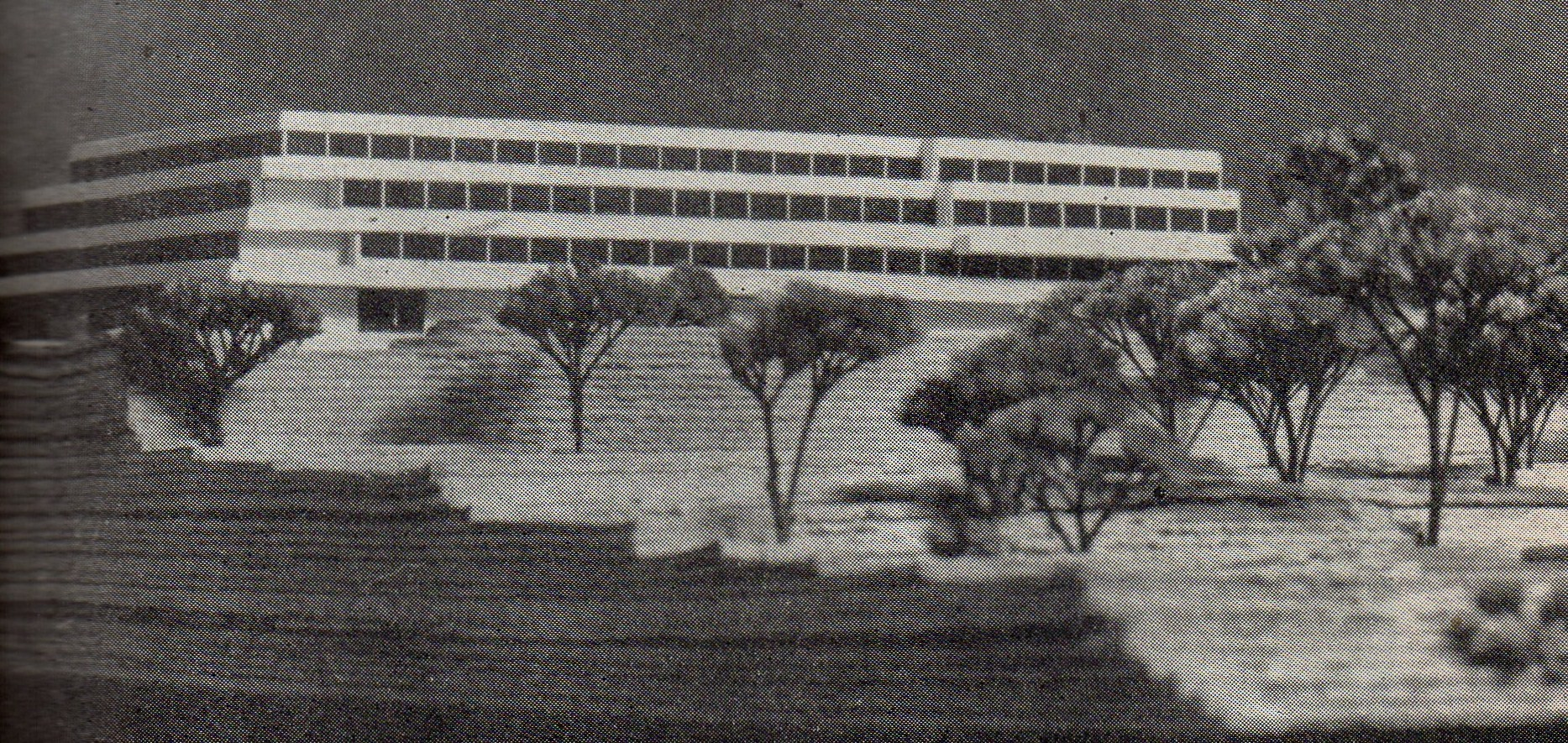
Makieta elewacji
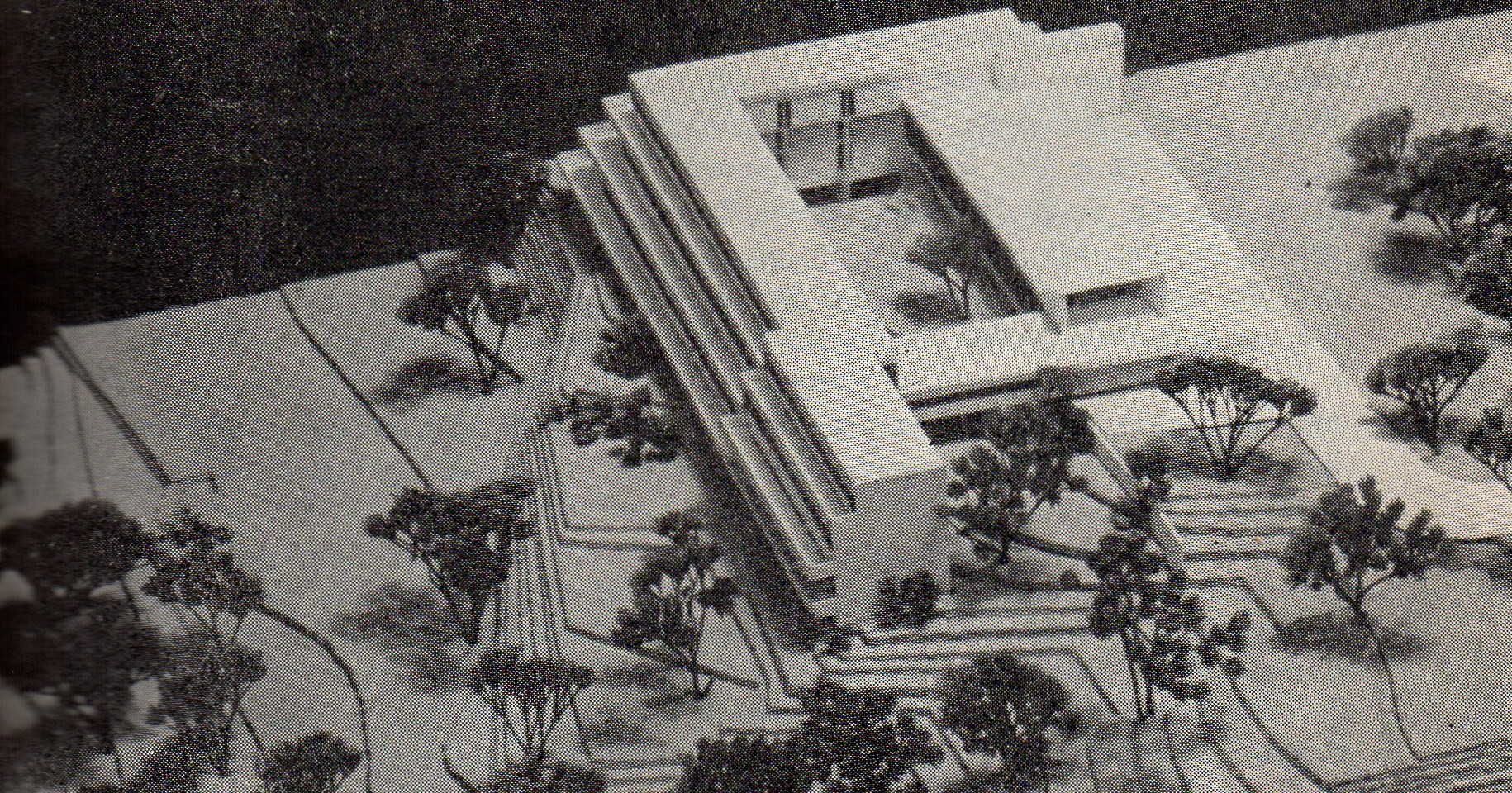
Widok z lotu ptaka

## Nieprawidłowości wykryte w 2009
We wrześniu 2009 na terenie Domu wykryto poważne nieprawidłowości. Pensjonariuszom nie zapewniano godnych warunków pobytu (fatalny stan techniczny, przeciekające dachy, ograniczanie dostępu do pożywienia i picia, brak funkcji rehabilitacyjnej, zastraszanie, wiązanie i lekceważenie ze strony personelu, pobieranie nienależnych opłat). W 2010 roku prokuratura wszczęła postępowanie. Kilka miesięcy później zostało ono umorzone. Osoby będące świadkami w tej sprawie zarzucały prokuraturze nie przesłuchanie wszystkich świadków, a jedynie tych wskazanych przez personel Domu oraz zignorowanie opinii Urzędu Wojewódzkiego w sprawie nieprawidłowości finansowych placówki. Prokuratura tłumaczyła, że nieprawidłowości finansowe nie będą brane pod uwagę ponieważ chodzi o kwotę mniejszą niż 200 000 złotych, powody nie przesłuchania świadków (między innymi byłych pracowników Domu) nie zostały wyjaśnione. Urząd Miasta Poznania w październiku 2010 roku zwolnił dyrektora placówki.